# Norbert Van Molle
Norbert Van Molle – belgijski strzelec, olimpijczyk, mistrz świata.

## Kariera
Uczestnik Letnich Igrzysk Olimpijskich 1920, na których wystartował w przynajmniej 3 konkurencjach. Zajął 6. miejsce w drużynowym strzelaniu z karabinu małokalibrowego stojąc z 50 m, natomiast jego wynik z zawodów indywidualnych pozostaje nieznany. Był także 7. w pistolecie wojskowym z 30 m drużynowo.
Van Molle zdobył 4 medale na mistrzostwach świata. Osiągnął 3 złote medale w drużynowym strzelaniu z pistoletu dowolnego z 50 m (1910, 1911, 1912). Jedyne indywidualne podium wywalczył w pistolecie dowolnym z 50 m w 1911 roku, gdy zajął 3. miejsce. Pokonali go wyłącznie Charles Paumier du Vergier i Jean Carrère.

## Wyniki

### Igrzyska olimpijskie
| Igrzyska       | Konkurencja                                   | Wynik             | Miejsce | Źródło |
| -------------- | --------------------------------------------- | ----------------- | ------- | ------ |
| Antwerpia 1920 | Karabin małokalibrowy stojąc, 50 m            | NO                | NO      | [ 1 ]  |
| Antwerpia 1920 | Karabin małokalibrowy stojąc, 50 m, drużynowo | 1785 pkt. (druż.) | 6       | [ 2 ]  |
| Antwerpia 1920 | Pistolet wojskowy, 30 m, drużynowo            | 1221 pkt. (druż.) | 7       | [ 3 ]  |

### Medale mistrzostw świata
Opracowano na podstawie materiałów źródłowych:
| Mistrzostwa            | Konkurencja                       | Wynik                             | Miejsce |
| ---------------------- | --------------------------------- | --------------------------------- | ------- |
| Loosduinen 1910        | Pistolet dowolny, 50 m, drużynowo | 2480 pkt. (druż.)                 |         |
| Rzym 1911              | Pistolet dowolny, 50 m            | 510 pkt. (ind.)                   |         |
| Rzym 1911              | Pistolet dowolny, 50 m, drużynowo | 2473 pkt. (druż.) 510 pkt. (ind.) |         |
| Bajonna, Biarritz 1912 | Pistolet dowolny, 50 m, drużynowo | 2570 pkt. (druż.)                 |         |